# Marcelinho Carioca
Marcelinho Carioca (n. 1 februarie 1971, Rio de Janeiro, Rio de Janeiro, Brazilia) este un fost fotbalist brazilian.

## Statistici
| Brazilia | Brazilia | Brazilia |
| An       | Meciuri  | Goluri   |
| -------- | -------- | -------- |
| 1998     | 2        | 2        |
| 1999     | 0        | 0        |
| 2000     | 0        | 0        |
| 2001     | 1        | 0        |
| Total    | 3        | 2        |